# Врабчоподобни
Врабчоподобни (Passeriformes) са най-големият разред в клас птици. Наброяват около 5400 вида, което означава, че около 65% от видовете птици принадлежат към този разред. Името си разредът носи от широко разпространения род врабчета (Passer). Характерни за разреда са добре развитите мускули на гласовия орган syrinx. Повечето представители на разреда са дребни, до средно големи. Най-едър е гарванът, който тежи около 1,5 кг, а най-дребни са някои видове нектарници, които тежат около 3 гр. В България най-дребните видове са кралчетата, с тегло 5 – 6 гр. Повечето видове имат добре изразен полов диморфизъм. Главният мозък и нервната система са добре развити, което ги прави един от най-високо еволюиралите разреди. Делят се като цяло на две групи, Tyranni (Тирановидни) и Passeri (врабчовидни, „пойни“ птици), като втората от своя страна се подразделя на Corvida (вранововидни) и Passerida (врабчововидни).

## Разпространение
Разпространени са по всички континенти, с изключение на Антарктида, но като цяло доминират в умерения и тропичния пояс. Много от видовете са прелетни. Животът им е тясно свързан с дърветата.

## Начин на живот и хранене
Дневни птици, много от видовете имат добре развито социално поведение. Живеят поединично и на колонии. Могат да бъдат всеядни, растителноядни и насекомоядни.
Имат един от най-интензивните метаболизми от всички животни – телесната им температура е с няколко градуса по-висока от тази на бозайниците и останалите птици.

## Размножаване
Повечето от видовете са моногамни, но е сравнително широко застъпена и полигамията. Гнездата са едни от най-добре построените в птичия свят. Снасят от едно до петнадесет сравнително дребни, често изпъстрени с точки и петна яйца. Мътят от 10 до 45 дни. Обикновено и двамата родители строят или обзавеждат гнездото, мътят и се грижат за малките, които се излюпват голи и безпомощни. Родителите им се грижат за тях и ги възпитават известно време, след като напуснат гнездото.

## Списък на семействата
Разред Врабчоподобни (Passeriformes) Linnaeus, 1758
- Семейство Hyliotidae
- Подразред Acanthisitti
  - Семейство Новозеландски орехчета (Acanthisittidae)
- Подразред Тирановидни (Tyranni)
  - Семейство Гъсеницоядови (Conopophagidae)
  - Семейство Котингови (Cotingidae)
  - Семейство Ширококлюнови (Eurylaimidae) (рогоклюнови, ширококлюни кълвачи)
  - Семейство Птици мравояди (Formicariidae)
  - Семейство Пещаркови (Furnariidae)
  - Семейство Grallariidae
  - Семейство Филепитови (Philepittidae)
  - Семейство Манакинови (Pipridae) Rafinesque, 1815
  - Семейство Питови (Pittidae)
  - Семейство Тапаколови (Rhinocryptidae)
  - Семейство Sapayoidae
  - Семейство Сврачкови мравколовки (Thamnophilidae)
  - Семейство Tityridae
  - Семейство Тиранови (Tyrannidae)
- Подразред Пойни птици (Passeri, Oscines)
  - Семейство Chaetopidae
  - Семейство Chloropseidae
  - Семейство Малайски дърдавцови тимелии (Eupetidae)
  - Семейство Notiomystidae
  - Семейство Плешиви свраки (Picathartidae)
  - Инфраразред Вранововидни (Corvida)
    - Семейство Атрихорнисови (Atrichornithidae)
    - Семейство Cinclosomatidae
    - Семейство Австралийски дърволазки (Climacteridae)
    - Семейство Иренови (Irenidae)
    - Семейство Лироопашати (Menuridae) (Грачещи)
    - Семейство Orthonychidae
    - Семейство Мухоловки петроики (Petroicidae)
    - Семейство Австралийски тимелии (Pomatostomidae)
    - Семейство Беседкови (Ptilonorhynchidae)
    - Надсемейство Corvoidea
      - Семейство Aegithinidae
      - Семейство Горски лястовици (Artamidae)
      - Семейство Новозеландски скорци (Callaeidae)
      - Семейство Личинкоядови (Campephagidae)
      - Семейство Cnemophilidae
      - Семейство Corcoracidae
      - Семейство Вранови (Corvidae)
      - Семейство Dicruridae
      - Семейство Сврачкови (Laniidae)
      - Семейство Malaconotidae
      - Семейство Melanocharitidae
      - Семейство Monarchidae
      - Семейство Neosittidae
      - Семейство Авлигови (Oriolidae)
      - Семейство Pachycephalidae
      - Семейство Райски птици (Paradisaeidae)
      - Семейство Paramythiidae
      - Семейство Prionopidae
      - Семейство Pityriaseidae
      - Семейство Platysteiridae
      - Семейство Ветрилоопашкови (Rhipiduridae)
      - Семейство Вангови (Vangidae)
      - Семейство Виреонови (Vireonidae)

    - Надсемейство Meliphagoidea
      - Семейство Acanthizidae
      - Семейство Dasyornithidae
      - Семейство Малурови (Maluridae)
      - Семейство Медоядови (Meliphagidae)
      - Семейство Пардалоти (Pardalotidae)

  - Инфраразред Врабчововидни (Passerida)
    - Семейство Копринаркови (Bombycillidae)
    - Семейство Дърволазкови (Certhiidae)
    - Семейство Цветоядови (Dicaeidae)
    - Семейство Палмови ливадарчета (Dulidae)
    - Семейство Хипоколиуси (Hypocoliidae)
    - Семейство Нектарникови (Nectariniidae)
    - Семейство Комароловкови (Polioptilidae)
    - Семейство Promeropidae
    - Семейство Ptiliogonatidae (Ptilogonatidae)
    - Семейство Кралчеви (Regulidae)
    - Семейство Зидаркови (Sittidae)
    - Семейство Скалолазкови (Tichodromadidae)
    - Семейство Орехчеви (Troglodytidae)
    - Надсемейство Sylvioidea
      - Семейство Шаварчеви (Acrocephalidae)
      - Семейство Дългоопашати синигери (Aegithalidae)
      - Семейство Чучулигови (Alaudidae)
      - Семейство Bernieridae
      - Семейство Cettiidae
      - Семейство Пъстроопашати шаварчета (Cisticolidae)
      - Семейство Donacobiidae
      - Семейство Лястовицови (Hirundinidae)
      - Семейство Locustellidae (Megaluridae)
      - Семейство Macrosphenidae
      - Семейство Nicatoridae
      - Семейство Мустакати тръстикарчета (Panuridae)
      - Семейство Синигерови (Paridae)
      - Семейство Pellorneidae
      - Семейство Phylloscopidae
      - Семейство Pnoepygidae
      - Семейство Бюлбюлови (Pycnonotidae)
      - Семейство Торбогнездни синигери (Remizidae)
      - Семейство Scotocercidae
      - Семейство Stenostiridae
      - Семейство Коприварчеви (Sylviidae) (Славкови)
      - Семейство Мустакати синигери (Timaliidae)
      - Семейство Белоочкови (Zosteropidae)

    - Надсемейство Muscicapoidea
      - Семейство Волски птици (Buphagidae)
      - Семейство Водни косове (Cinclidae)
      - Семейство Присмехулникови (Mimidae)
      - Семейство Мухоловкови (Muscicapidae)
      - Семейство Rhabdornithidae
      - Семейство Скорецови (Sturnidae)
      - Семейство Дроздови (Turdidae)

    - Надсемейство Passeroidea
      - Семейство Calcariidae
      - Семейство Кардиналови (Cardinalidae)
      - Семейство Овесаркови (Emberizidae)
      - Семейство Астрилдови (Estrildidae)
      - Семейство Чинкови (Fringillidae)
      - Семейство Трупиалови (Icteridae)
      - Семейство Melanopareiidae
      - Семейство Стърчиопашкови (Motacillidae) Thomas Horsfield, 1821
      - Семейство Певачови (Parulidae)
      - Семейство Врабчови (Passeridae)
      - Семейство Peucedramidae
      - Семейство Тъкачови (Ploceidae)
      - Семейство Завирушкови (Prunellidae)
      - Семейство Тангарови (Thraupidae)
      - Семейство Urocynchramidae
      - Семейство Вдовицови (Viduidae)